# SS France (1910)

El SS France fue un transatlántico de la compañía naviera francesa Compagnie Générale Transatlantique, coloquialmente conocida como CGT o French Line (la "Línea francesa"). Posteriormente, el buque fue apodado como "Versailles of the Atlantic", una referencia a su decoración, inspirada en el famoso palacio del mismo nombre en París. 

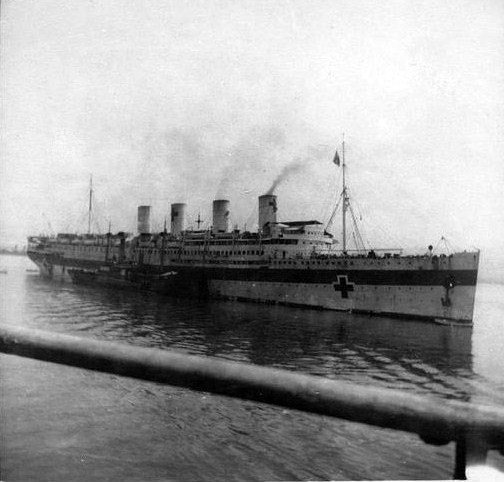
El France en 1916, como buque hospital.

Su construcción comenzó en 1908, y fue introducido en la ruta transatlántica en abril de 1912, apenas una semana después del trágico hundimiento del RMS Titanic. Fue el único transatlántico francés de cuatro chimeneas. 
El SS France se convirtió muy rápido en uno de los barcos más populares en el Atlántico. Sirvió como barco hospital durante la Primera Guerra Mundial, y tendría una dilatada carrera que abarcaría dos décadas. El éxito animó a la CGT a construir buques incluso más grandes.
La Gran Depresión se convistió en la sentencia de muerte para el transatlántico. Muchos de los millonarios que había llevado a lo largo de los años se habían arruinado financieramente y la recesión general en los negocios afectó profundamente a los viajes transatlánticos. France pasó cada vez más tiempo inactiva, hasta que finalmente fue retirada del servicio en 1932. Amarrada en Le Havre, permaneció desatendida hasta enero de 1933, cuando un vigilante nocturno descubrió un incendio. Aunque se extinguió rápidamente, el fuego había causado algunos daños menores, pero ahora sus nuevos compañeros de fórmula la superaban. Para entonces, CGT había encargado un nuevo buque insignia, el Normandie, que estaba a punto de completarse. Como resultado, la compañía decidió que era hora de retirar el transatlántico de 21 años. 
El 15 de abril de 1935, el France partió de Le Havre por sus propios medios hacia los desguazadores de Dunkerque, Francia.